# Pranzo Oltranzista
Pranzo Oltranzista – album studyjny amerykańskiego wokalisty i kompozytora Mike'a Pattona. Wydawnictwo ukazało się 22 kwietnia 1997 roku nakładem wytwórni muzycznej Tzadik Records. Nagrania zostały zarejestrowane w Shelley Palmer Studio w Nowym Jorku. Mastering odbył się w studiach Foothill Digital i Nimbus.

## Lista utworów
Opracowano na podstawie materiału źródłowego.
1. „Elettricità Atmosferiche Candite” – 1:22
2. „Carne Cruda Squarciata Dal Suono Di Sassofono” – 2:35
3. „Vivanda in Scodella” – 3:17
4. „Guerra in Letto” – 1:53
5. „Contorno Tattile (Per Russolo)” – 2:05
6. „I Rumori Nutrienti” – 4:29
7. „Garofani Allo Spiedo” – 2:59
8. „Aerovivanda” – 2:35
9. „Scoppioningola” – 3:02
10. „Latte Alla Luce Verde” – 3:28
11. „Bombe a Mano” – 4:00